# Euophrys menemerella
Euophrys menemerella es una especie de araña saltarina del género Euophrys, familia Salticidae. Fue descrita científicamente por Strand en 1909.
Habita en Sudáfrica.